# Copa Real Federación Española de Fútbol 2011-12
La Copa Real Federación Española de Fútbol 2011-12 es la 19.ª edición de dicha competición española. Se disputa en dos fases, una entre equipos de la misma comunidad autónoma entre septiembre y noviembre dependiendo de la autonomía. La segunda fase es la fase nacional, en la que los campeones de cada comunidad se enfrentan a equipos eliminados de las primeras rondas de la Copa del Rey. 

## Equipos clasificados

### Campeón Actual
| - CD Puertollano |

### Campeones regionales
| - Coruxo - Tuilla - Racing B - Lemona - Santboià - Ontinyent - Rayo Vallecano B - Gim. Segoviana - Almería B | - CD Alcalá - Binisalem - Tenerife B - At. Pulpileño - Jerez CF - Peña Sport - SD Logroñés - Teruel - Villarrobledo |

### Eliminados de la Copa del Rey
| - Lugo - Alcobendas - Toledo - Vecindario - Náxara - Real Unión - Tudelano - Burgos | - Amorebieta - Palencia - Olímpic - Lleida - Comarca de Níjar - Ceuta - Badalona |

## Torneos autonómicos

### Castilla y León
- Arandina 2	- Zamora 0
- Zamora 2 - G. Segoviana 3
- G. Segoviana 3 - Arandina 1

Clasificado: G: Segoviana

## Previa
La primera ronda del torneo la disputaron cuatro equipos, dos clasificados como campeones regionales y otros tantos como eliminados de la Copa. La eliminatoria se decidió a ida y vuelta entre los días 9 de noviembre y 16 de noviembre de 2011.
| Local         | Resultado global | Visitante     | Ida | Vuelta |
| ------------- | ---------------- | ------------- | --- | ------ |
| CD Tenerife B | 3-4              | UD Vecindario | 2-2 | 1-2    |
| CF Palencia   | 0-2              | Burgos CF     | 0-1 | 0-1    |

## Dieciseisavos de final
Los dieciseisavos de final del torneo la disputaron 32 equipos, dos de ellos clasificados de la ronda anterior y 30 exentos de dicha fase previa. La eliminatoria se decidió a ida y vuelta entre los días 23 de noviembre y 1 de diciembre de 2011.
| Local                 | Resultado global | Visitante        | Ida | Vuelta |
| --------------------- | ---------------- | ---------------- | --- | ------ |
| Rayo Vallecano B      | 7-0              | UD Vecindario    | 4-0 | 3-0    |
| Lleida Esportiu       | 1-5              | CF Badalona      | 0-2 | 1-3    |
| SD Amorebieta         | 4-4              | Real Unión Club  | 3-0 | 1-4    |
| Peña Sport FC         | 2-3              | CD Tudelano      | 1-1 | 1-2    |
| SD Lemona             | 5-0              | Burgos CF        | 3-0 | 2-0    |
| Coruxo FC             | 3-5              | CD Lugo          | 2-3 | 1-2    |
| Gimnástica Segoviana  | 2-4              | Alcobendas Sport | 1-1 | 1-3    |
| CD Alcalá             | 2-1              | Jerez CF         | 2-1 | 0-0    |
| UD Almería B          | 1-2              | AD Ceuta         | 1-0 | 0-2    |
| Racing de Santander B | 6-4              | CD Tuilla        | 2-1 | 4-3    |
| CD Binissalem         | 4-1              | FC Santboià      | 4-0 | 0-1    |
| CD Toledo             | 3-1              | CD Puertollano   | 0-0 | 3-1    |
| Náxara CD             | 2-3              | SD Logroñés      | 1-2 | 1-1    |
| Ontinyent CF          | 0-5              | CD Teruel        | 0-2 | 0-3    |
| CD Comarca de Níjar   | 4-0              | At. Pulpileño    | 2-0 | 2-0    |
| CP Villarrobledo      | 2-4              | CD Olímpic       | 2-1 | 0-3    |

## Octavos de final
La primera ronda del torneo la disputaron 16 equipos. Clasificados de la ronda anterior. La eliminatoria se decidió a ida y vuelta entre los días 12 de enero y 19 de enero de 2012.
| Local            | Resultado global | Visitante               | Ida | Vuelta |
| ---------------- | ---------------- | ----------------------- | --- | ------ |
| SD Lemona        | 3-1              | SD Amorebieta           | 1-0 | 2-1    |
| CD Lugo          | 1-2              | Racing B                | 1-1 | 0-1    |
| CD Tudelano      | 3-2              | SD Logroñés             | 2-1 | 1-1    |
| CF Badalona      | 1-3              | CD Teruel               | 1-0 | 0-3    |
| CD Toledo        | 1-2              | CD Binissalem           | 1-0 | 0-2    |
| Rayo Vallecano B | 5-0              | Fútbol Alcobendas Sport | 2-0 | 3-0    |
| CD Alcalá        | 2-1              | CD Comarca de Níjar     | 1-0 | 1-1    |
| CD Olímpic       | -                | AD Ceuta                | -   | -      |

## Cuartos de final
Los cuartos del torneo la disputaron 8 equipos. Clasificados de la ronda anterior. La eliminatoria se decidió a ida y vuelta entre los días 2 de febrero y 9 de febrero de 2012.
| Local            | Resultado global | Visitante     | Ida | Vuelta |
| ---------------- | ---------------- | ------------- | --- | ------ |
| CD Tudelano      | 3-3              | SD Lemona     | 2-2 | 1-1    |
| CD Teruel        | 7-1              | Racing B      | 4-0 | 3-1    |
| CD Alcala        | 3-6              | AD Ceuta      | 2-3 | 1-3    |
| Rayo Vallecano B | 3-4              | CD Binissalem | 2-1 | 1-3    |

## Semifinales
Las semifinales del torneo la disputarán 4 equipos. Clasificados de la ronda anterior. La eliminatoria se disputó a ida y vuelta entre los días 1 de marzo y 15 de marzo de 2012.
| Local     | Resultado global | Visitante    | Ida | Vuelta |
| --------- | ---------------- | ------------ | --- | ------ |
| CD Teruel | 3-4              | CD Binisalem | 2-1 | 1-3    |
| AD Ceuta  | 2-4              | SD Lemona    | 1-1 | 1-3    |

## Final
La final del torneo la disputaron 2 equipos vencedores de semifinales. Se disputó los días 12 de abril y el 19 de abril de 2012.
| Local         | Resultado global | Visitante | Ida | Vuelta |
| ------------- | ---------------- | --------- | --- | ------ |
| CD Binissalem | 6-6              | SD Lemona | 5-0 | 6-1    |

## Campeón
|               |
| Campeón       |
| CD BINISSALEM |

|  | Bandera de las Islas Baleares | Bandera de las Islas Baleares |